# Fosso Fiojo
Il fosso Fiojo o torrente Fioio è un corso d'acqua occasionale della lunghezza di 30 chilometri che nasce dal monte Tarino, a 1959 metri di altitudine. Trattasi di un affluente di sinistra del fiume Turano, nel quale sfocia presso Carsoli (AQ). 

## Percorso
Il ruscello segue per un lungo tratto il confine fra il territorio della città metropolitana di Roma Capitale (convalle del Fioio, presso Camerata Nuova) e la provincia dell'Aquila, per poi proseguire verso il comune marsicano di Rocca di Botte, superato il quale prende il nome di fosso Secco, ed in seguito quello di fosso Cammarano.